# Andròmac (pare d'Aqueu)
Andròmac (en llatí Andromachus, en grec antic Ἀνδρόμαχος) fou un noble macedoni fill d'Aqueu (Achaeus). Era el germà de Laodice, esposa de Seleuc II Cal·línic (246-225 aC).
Va ser fet presoner per Ptolemeu III Evergetes I (246-222 aC) i a la mort d'aquest encara era a la presó. Va ser pare d'Aqueu, general selèucida i sàtrapa de l'Àsia Menor, revoltat el 322 aC i proclamat rei i per això els egipcis no deixaven lliure al pare, però per la mediació dels rodis va ser alliberat el 220 aC. Rodes, que estava en guerra amb Bizanci, esperava així obtenir el suport d'Aqueu contra aquesta ciutat, segons diu Polibi. No torna a ser esmentat després que es reunís amb el seu fill l'any 220 aC.